# Hampuk Richárd
Hampuch Richárd (Kaposvár, 1986. február 26. –) üzletember, podcast producer. A BETONE társalapítója

## Életrajz
2004 óta foglalkozik kommunikációval: kipróbálta magát multinacionális vállalatnál, a közigazgatásban és ügynökségi oldalon egyaránt. Közel 3 évig dolgozott a Miniszterelnöki Kabinet kommunikációs munkatársaként, majd a MOL, a Vodafone, a Suez Environment, a Microsoft és a HTC PR-ügynökségénél gyarapította ismereteit. 2007-ben egyszemélyes vállalkozásként alapította meg a Person Communications kommunikációs ügynökséget, amelynek az évek során egyre több ügyfél, köztük a Coca-Cola HBC, a Tchibo és a Generali szavazott bizalmat.
2015-ben a Forbes beválasztotta a „30 sikeres magyar fiatal 30 alatt” listájára.
2016-ban hozta létre a Person Group vállalatcsoportot, amelynek a Person Communications mellett a PaintCocktail és a UX-szel és analitikával foglalkozó The Cave is a tagjai.
2017-ben az Év Fiatal Vezetője elismerésben részesült és a KKV kategória második helyezését érte el.
2012-ben önkéntesként dolgozott Barack Obama ohiói, majd 2016-ban Hillary Clinton választási kampányában.
2019-ben alapítótársaival (Román Balázs, Koncsag Bálint) megalapítja az első magyar, professzionális podcast médiacéget a Betone Studiot.
2019-ben, Marosvásárhelyen teltház előtt elmondja TEDx beszédét.
2019-ben Román Balázzsal megalapítja a BETONE podcast médiacéget.
2020-ban a Person kommunikációs ügynökség összeolvad a Red Lemon ügynökséggel és Red Lemon néven folytatja munkáját.

## Interjúk
- Interjú Hampuk Richárddal a Bespokemagazinon
- Interjú Hampuk Richárddal a DigitalHungary.hu-n
- Videóinterjúk Hampuk Richárddal